# 桂木悠希
桂木 悠希（かつらぎ ゆき、1981年3月5日 - ）は、日本の女優。太田プロダクション所属。
無名塾にて仲代達矢に師事。同事務所所属の北林明日香とは中学時代に新体操部で一緒であった。

## 出演

### テレビ
- ダチョ・リブレ（テレ朝チャンネル へらクレス編アシスタントの一人として　2012年〜）
- 土曜ワイド劇場「逆転報道の女2」（朝日放送、2013年3月23日） - 綾部香織 役
- 月曜名作劇場「湯けむりバスツアー 桜庭さやかの事件簿7」（TBS、2016年5月23日） - 末松真希 役
- 特命係長 只野仁 AbemaTVオリジナル（ABEMA、2017年1月14日） - ユキ 役
- ハケンのキャバ嬢・彩華（ABEMA） - 松村陽子 役

### 舞台
- ウィンザーの陽気な女房たち
- セールスマンの死
- 森は生きている
- いのちぼうにふろう物語
- ベリーメリーゴーランド
- イコン〜息子がクスリに染まるとき
- 帰路

### 映画
- うずまき（東映、Higuchinsky監督）
- 蛇女（メディアスーツ、清水厚監督）
- 阿修羅のごとく（東宝、森田芳光監督）
- それでもボクはやってない（東宝、周防正行監督）
- 椿三十郎（東宝、森田芳光監督）- 腰元 役
- 武士の家計簿（森田芳光監督）- 猪山春 役